# Mosab Abu Toha

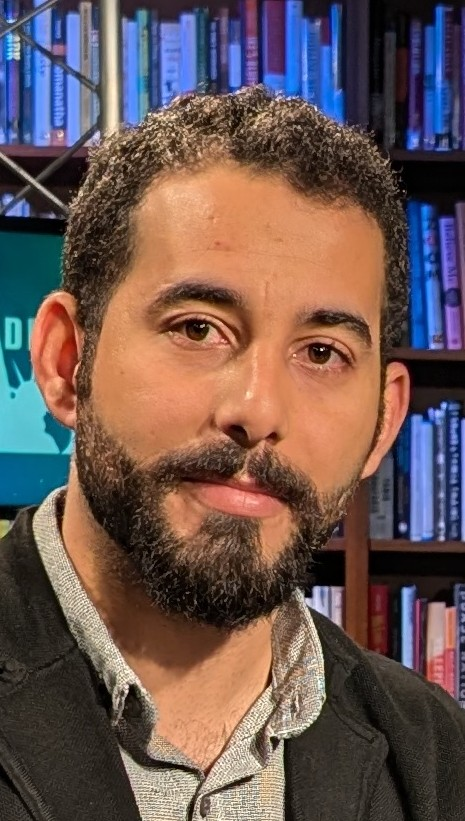
Mosab Abu Toha (2024)

Mosab Mostafa Hasan Abu Toha (arabisch مصعب أبو توهة; geboren 17. November 1992 im Flüchtlingslager Al-Shati im Gazastreifen) ist ein palästinensischer Lyriker, Essayist, Schriftsteller und Bibliothekar. Er schreibt auf Arabisch und auf Englisch. 2025 wurde er für eine Serie von Essays im New Yorker mit einem Pulitzer-Preis geehrt.

## Leben
Abu Toha wurde kurz vor der Unterzeichnung des Osloer Abkommens im Flüchtlingslager Al-Shati bei Gaza-Stadt, direkt am Strand an der Mittelmeerküste geboren. Im Jahr 2000, mit dem Beginn der Zweiten Intifada, zog die Familie nach Beit Lahia, der Grenzstadt im Norden Gazas. Er litt in den 30 Jahren seines Lebens im Gazastreifen oft unter israelischen Bombardierungen. Mit 16 wurde er von einem Schrapnell, nur wenige Zentimeter von seiner Luftröhre entfernt, verwundet.
Abu Toha studierte Englisch an der Islamischen Universität Gaza. 2017 gründete er die Edward Said Library, benannt nach dem palästinensischen Literaturtheoretiker Edward Said, in Beit Lahia, die erste englischsprachige öffentliche Bibliothek im Gazastreifen. Von 2016 bis 2019 war er als Englischlehrer an Schulen des Hilfswerks der Vereinten Nationen für Palästina-Flüchtlinge im Nahen Osten in Gaza tätig. Im Oktober 2019 verließ er Gaza zum ersten Mal, um als Gastpoet, Gastwissenschaftler und Bibliothekar an der Harvard-Universität zu arbeiten. Im Jahr 2020 hielt Abu Toha Vorträge und Gedichtlesungen an der University of Pennsylvania, der Temple University, der University of Arizona und bei den Midwinter Exhibitions und Meetings der American Library Association. Abu Toha studierte die nächsten Jahre an der Syracuse University, 2023 erhielt er dort einen Master of Fine Arts in Creative Writing. In dieser Zeit wurde sein jüngster Sohn in den USA geboren, der infolgedessen die amerikanische Staatsbürgerschaft hat.
2022 veröffentlichte Abu Toha sein erstes Buch, Things You May Find Hidden in My Ear, das mit dem American Book Award, dem Palestine Book Award und dem Derek Walcott Poetry Prize 2023 der Arrowsmith Press ausgezeichnet wurde und Finalist für den National Book Critics Circle Award war.
Im Oktober 2023 wurde Abu Tohas Haus in Beit Lahia durch einen israelischen Luftangriff zerstört. In der Folge gelang es ihm – auch wegen der amerikanischen Staatsbürgerschaft seines Sohnes und mit Unterstützung des US-Außenministeriums –, die zu einer Ausreise erforderlichen Pässe für sich und seine Familie zu bekommen. Auf der Reise zum Grenzübergang wurde Abu Toha zunächst an einem Checkpoint festgenommen und, der Hamas-Mitgliedschaft verdächtigt, von seiner Familie getrennt und in ein Gefängnis in der Negev-Wüste verbracht, wo er misshandelt wurde. Zwei Tage später wurde er mit einer Bitte um Entschuldigung freigelassen und konnte Anfang Dezember 2023 dann ausreisen. Er lebte mit seiner Frau und seinen Kindern zunächst etwa sechs Monate in Ägypten; dann übersiedelte die Familie nach Syracuse in den Vereinigten Staaten, wo Abu Toha das Angebot einer Fellowship an der Syracuse University annahm.
2025 gewann er den Pulitzer-Preis für Commentary für eine Reihe von Essays in The New Yorker über das Leben und Leiden der Menschen in Gaza.

## Persönliches
Abu Toha ist verheiratet; er und seine Frau Maram haben drei Kinder.

## Werke
- Things You May Find Hidden in My Ear: Poems from Gaza. City Lights Books, 2022, ISBN 978-0-87286-888-5.
- Forest of Noise: Poems. Random House, 2024, ISBN 978-0-593-80397-4.